# Евелін Берінг, 1-й граф Кроумер
Евелін Берінг, 1-й граф Кроумер (англ. Evelyn Baring, 1st Earl of Cromer; нар. 26.2.1841 26 січня 1841, Кромер, Норфолк, Англія — 29 лютого 1917, Лондон) — британський державний діяч і дипломат, як генеральний консул він був представник британського колоніального панування в Єгипті на рубежі 19-го і 20-го століть.
Почесний член Британської академії (1916).

## Життєпис
Берінг був дев'ятим сином Генрі Берінга та його другої дружини Сесілії Енн (уродженої Віндгем). Англійська гілка родини Берінгів походить від Йоганна Берінга (пізніше «Джон»), який емігрував з Німеччини в 1717 році. Син Джона, сер Френсіс, був засновником банку Берінгів. Генрі був третім сином сера Френсіса. Коли він помер у 1848 році, семирічного Евеліна віддали до школи-інтернату. Коли йому було 14 років, він вступив до Королівської військової академії, яку закінчив у 17 років, отримавши звання лейтенанта Королівської артилерії. Спочатку його відправили до батареї на острові Корфу.
Перебуваючи на Корфу, Берінг усвідомив власну неосвіченість і почав кампанію самоосвіти, вивчаючи грецьку та вільно володіючи італійською. Він також завів коханку і став батьком позашлюбної дочки, Луїзи Софії. 1862 року він прийняв посаду ад'ютанта сера Генрі Сторкса, верховного комісара Іонічних островів. Ця позиція припинилася в 1864 році, коли Корфу приєднався до Греції. Пізніше, у 1864 році, Сторкса призначили губернатором Мальти, знову найнявши Берінга помічником. Наступного року Берінг супроводжував Сторкса на Ямайку, де Сторкс очолював офіційне розслідування Повстання в повстання в Морант-Беї. У 1868 році Берінга було обрано для вступу до Штабного коледжу армії, який він закінчив наприкінці 1869 року. Потім він два роки працював у військовому відомстві, допомагаючи впроваджувати реформи після Кримської війни. У 1871 році він отримав звання другого капітана.

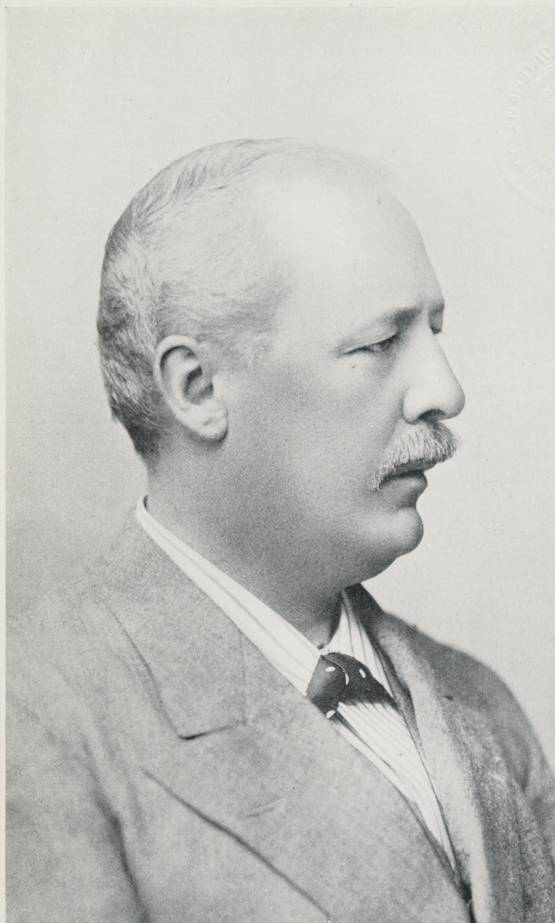
Граф Кроумер

Коли військова кар'єра йому не сподобалася, Берінг поїхав до Індії в 1872 році як особистий секретар свого двоюрідного брата лорда Нортбрука, віце-короля Індії, і швидко виявив, що має хист до управління. Після відставки Нортбрука в 1876 році Берінг повернувся до Англії та одружився з Етель Еррінгтон, донькою сера Роуленда Еррінгтона, 11-го баронета. Він був призначений кавалером Ордена Зірки Індії (CSI) і підвищений до майора в 1878 році. Наступного року він звільнився з армії.

## Нагороди
- Орден Зірки Індії
- 1906 — Орден Заслуг (Велика Британія)
- 1907 — Медаль Альберта (Королівське товариство мистецтв)

## Кінематограф
- 1966 — роль Евеліна Берінга у британському фільмі Хартум грає канадський актор Александер Нокс.